# Pinheyschna meruensis
Pinheyschna meruensis é uma espécie de libelinha da família Aeshnidae.
Pode ser encontrada nos seguintes países: Quénia, Tanzânia e Uganda.
Os seus habitats naturais são: florestas secas tropicais ou subtropicais, florestas subtropicais ou tropicais húmidas de baixa altitude, matagal árido tropical ou subtropical, rios e rios intermitentes.